# Almeno il cappello
Almeno il cappello è un romanzo di Andrea Vitali, pubblicato nel 2009. Come la maggior parte dei suoi libri è caratterizzato dalla collocazione geografica sulle natie rive del lago di Como e dalla moltitudine di personaggi.

## Storia editoriale
Il romanzo ha vinto il Premio Casanova, il Premio Selezione Campiello, il Premio Procida-Isola di Arturo-Elsa Morante ,  il Premio La Tore ed è stato finalista al premio Strega.

## Trama
Bellano cittadina sul lago di Como, ventennio fascista; Onorato Geminazzi e la sua numerosa famiglia approdano a Bellano dove lui diverrà il capocontabile dell'ospedale.
Dalla sgangherata accoglienza della banda musicale del paese emerge la pur modesta classe di Lindo, mezzo ubriacone che la nuova piacente moglie sta cercando di far disintossicare.
In un'altalena di eventi le autorità laiche del paese affideranno, pur controvoglia, al Geminazzi la direzione del “Corpo di Musica di Bellano” costrette dalla necessità di avere una banda musicale decente per un indimenticabile 28 Luglio.

## Edizioni
- Andrea Vitali, Almeno il cappello, Garzanti, 2009,  p. 411, ISBN 9788811686064.